# Comisión de Investigación de Accidentes Ferroviarios
Die Comisión de Investigación de Accidentes Ferroviarios (CIAF) ist die nationale Eisenbahnunfalluntersuchungskommission Spaniens im Geschäftsbereich des Ministeriums für Arbeit und Verkehr. Sie wurde  am 11. Dezember 2007 gegründet. Rechtsgrundlage ist das Real Decreto 2387/2004 vom 30. Dezember 2004.